# Podział administracyjny Kościoła katolickiego w Brazylii

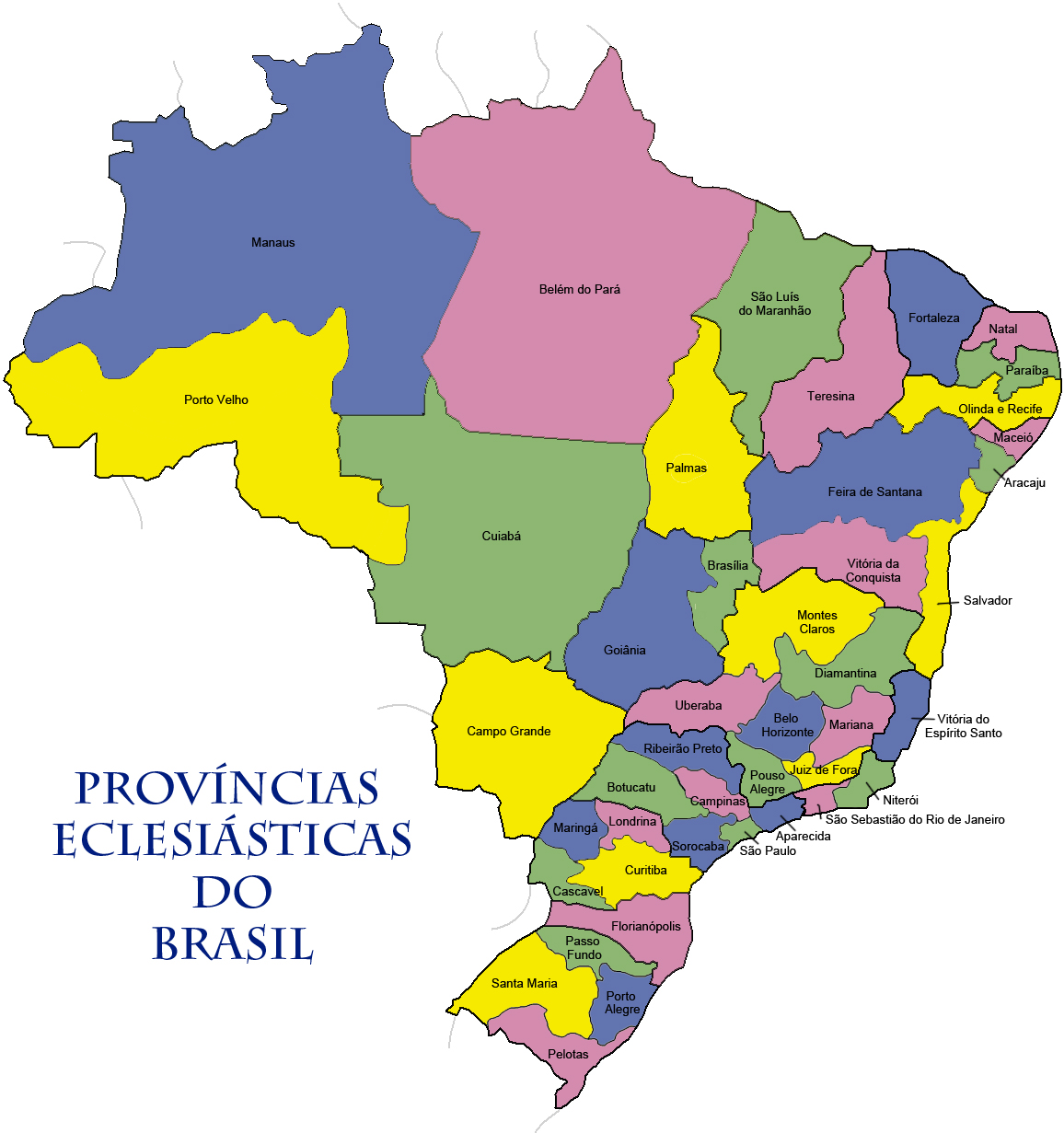
Metropolie rzymskokatolickie w Brazylii

Podział administracyjny Kościoła katolickiego w Brazylii – w ramach Kościoła katolickiego w Brazylii funkcjonuje obecnie czterdzieści jeden metropolii, w których skład wchodzi czterdzieści jeden archidiecezji, dwieście czternaście diecezji i trzynaście prałatur terytorialnych. Ponadto istnieją: wojskowy ordynariat polowy, ordynariat dla wiernych obrządku wschodniego oraz Apostolska administratura personalna Świętego Jana Marii Vianneya, podlegające bezpośrednio do Rzymu. Osobną organizację posiada Kościół katolicki obrządku ormiańskiego.

## Kościół katolicki obrządku łacińskiego

### Metropolia Aparecida
- Archidiecezja Aparecida
  - Diecezja Caraguatatuba
  - Diecezja Lorena
  - Diecezja São José dos Campos
  - Diecezja Taubaté

### Metropolia Aracaju
- Archidiecezja Aracaju
  - Diecezja Estância
  - Diecezja Propriá

### Metropolia  Belém do Pará
- Archidiecezja Belém do Pará
  - Diecezja Abaetetuba
  - Diecezja Bragança do Pará
  - Diecezja Cametá
  - Diecezja Castanhal
  - Prałatura terytorialna Itaituba
  - Diecezja Macapá
  - Diecezja Marabá
  - Prałatura terytorialna Marajó
  - Diecezja Ponta de Pedras
  - Diecezja Santíssima Conceição do Araguaia

### Metropolia Belo Horizonte
- Archidiecezja Belo Horizonte
  - Diecezja Divinópolis
  - Diecezja Luz
  - Diecezja Oliveira
  - Diecezja Sete Lagoas

### Metropolia Botucatu
- Archidiecezja Botucatu
  - Diecezja Araçatuba
  - Diecezja Assis
  - Diecezja Bauru
  - Diecezja Lins
  - Diecezja Marília
  - Diecezja Ourinhos
  - Diecezja Presidente Prudente

### Metropolia Brasília
- Archidiecezja Brasília
  - Diecezja Formosa
  - Diecezja Luziânia
  - Diecezja Uruaçu

### Metropolia Campinas
- Archidiecezja Campinas
  - Diecezja Amparo
  - Diecezja Bragança Paulista
  - Diecezja Limeira
  - Diecezja Piracicaba
  - Diecezja São Carlos

### Metropolia Campo Grande
- Archidiecezja Campo Grande
  - Diecezja Corumbá
  - Diecezja Coxim
  - Diecezja Dourados
  - Diecezja Jardim
  - Diecezja Naviraí
  - Diecezja Três Lagoas

### Metropolia Cascavel
- Archidiecezja Cascavel
  - Diecezja Foz do Iguaçu
  - Diecezja Palmas-Francisco Beltrão
  - Diecezja Toledo

### Metropolia Cuiabá
- Archidiecezja Cuiabá
  - Diecezja Barra do Garças
  - Diecezja Diamantino
  - Diecezja Juína
  - Diecezja Primavera do Leste–Paranatinga
  - Diecezja Rondonópolis–Guiratinga
  - Diecezja São Luíz de Cáceres
  - Prałatura terytorialna São Félix
  - Diecezja Sinop

### Metropolia Curitiba
- Archidiecezja Kurytyba
  - Diecezja Guarapuava
  - Diecezja Paranaguá
  - Diecezja Ponta Grossa
  - Diecezja São José dos Pinhais
  - Diecezja União da Vitória

### Metropolia Diamantina
- Archidiecezja Diamantina
  - Diecezja Almenara
  - Diecezja Araçuaí
  - Diecezja Guanhães
  - Diecezja Teófilo Otoni

### Metropolia Feira de Santana
- Archidiecezja Feira de Santana
  - Diecezja Barra
  - Diecezja Barreiras
  - Diecezja Bonfim
  - Diecezja Irecê
  - Diecezja Juazeiro
  - Diecezja Paulo Afonso
  - Diecezja Ruy Barbosa
  - Diecezja Serrinha

### Metropolia Florianópolis
- Archidiecezja Florianópolis
  - Diecezja Blumenau
  - Diecezja Caçador
  - Diecezja Chapecó
  - Diecezja Criciúma
  - Diecezja Joaçaba
  - Diecezja Joinville
  - Diecezja Lages
  - Diecezja Rio do Sul
  - Diecezja Tubarão

### Metropolia Fortaleza
- Archidiecezja Fortaleza
  - Diecezja Crateús
  - Diecezja Crato
  - Diecezja Iguatú
  - Diecezja Itapipoca
  - Diecezja Limoeiro do Norte
  - Diecezja Quixadá
  - Diecezja Sobral
  - Diecezja Tianguá

### Metropolia Goiânia
- Archidiecezja Goiânia
  - Diecezja Anápolis
  - Diecezja Goiás
  - Diecezja Ipameri
  - Diecezja Itumbiara
  - Diecezja Jataí
  - Diecezja Rubiataba-Mozarlândia
  - Diecezja São Luís de Montes Belos

### Metropolia Juiz de Fora
- Archidiecezja Juiz de Fora
  - Diecezja Leopoldina
  - Diecezja São João del Rei

### Metropolia Londrina
- Archidiecezja Londrina
  - Diecezja Apucarana
  - Diecezja Cornélio Procópio
  - Diecezja Jacarezinho

### Metropolia Maceió
- Archidiecezja Maceió
  - Diecezja Palmeira dos Índios
  - Diecezja Penedo

### Metropolia Manaus
- Archidiecezja Manaus
  - Diecezja Alto Solimões
  - Prałatura terytorialna Borba
  - Diecezja Coari
  - Prałatura terytorialna Itacoatiara
  - Diecezja Parintins
  - Diecezja Roraima
  - Diecezja São Gabriel da Cachoeira
  - Prałatura terytorialna Tefé

### Metropolia Mariana
- Archidiecezja Mariana
  - Diecezja Caratinga
  - Diecezja Governador Valadares
  - Diecezja Itabira–Fabriciano

### Metropolia Maringá
- Archidiecezja Maringá
  - Diecezja Campo Mourão
  - Diecezja Paranavaí
  - Diecezja Umuarama

### Metropolia Montes Claros
- Archidiecezja Montes Claros
  - Diecezja Janaúba
  - Diecezja Januária
  - Diecezja Paracatu

### Metropolia Natal
- Archidiecezja Natal
  - Diecezja Caicó
  - Diecezja Mossoró

### Metropolia Niterói
- Archidiecezja Niterói
  - Diecezja Campos
  - Diecezja Nova Friburgo
  - Diecezja Petrópolis

### Metropolia Olinda i Recife
- Archidiecezja Olinda i Recife
  - Diecezja Afogados da Ingazeira
  - Diecezja Caruaru
  - Diecezja Floresta
  - Diecezja Garanhuns
  - Diecezja Nazaré
  - Diecezja Palmares
  - Diecezja Pesqueira
  - Diecezja Petrolina
  - Diecezja Salgueiro

### Metropolia Palmas
- Archidiecezja Palmas
  - Diecezja Cristalândia
  - Diecezja Miracema do Tocantins
  - Diecezja Porto Nacional
  - Diecezja Tocantinópolis

### Metropolia Paraíba
- Archidiecezja Paraíba
  - Diecezja Cajazieras
  - Diecezja Campina Grande
  - Diecezja Guarabira
  - Diecezja Patos

### Metropolia Passo Fundo
- Archidiecezja Passo Fundo
  - Diecezja Erexim
  - Diecezja Frederico Westphalen
  - Diecezja Vacaria

### Metropolia Pelotas
- Archidiecezja Pelotas
  - Diecezja Bagé
  - Diecezja Rio Grande

### Metropolia Porto Alegre
- Archidiecezja Porto Alegre
  - Diecezja Caxias do Sul
  - Diecezja Montenegro
  - Diecezja Novo Hamburgo
  - Diecezja Osório

### Metropolia Porto Velho
- Archidiecezja Porto Velho
  - Diecezja Cruzeiro do Sul
  - Diecezja Guajará-Mirim
  - Diecezja Humaitá
  - Diecezja Ji-Paraná
  - Prałatura terytorialna Lábrea
  - Diecezja Rio Branco

### Metropolia Pouso Alegre
- Archidiecezja Pouso Alegre
  - Diecezja Campanha
  - Diecezja Guaxupé

### Metropolia Ribeirão Preto
- Archidiecezja Ribeirão Preto
  - Diecezja Barretos
  - Diecezja Catanduva
  - Diecezja Franca
  - Diecezja Jaboticabal
  - Diecezja Jales
  - Diecezja São João da Boa Vista
  - Diecezja São José do Rio Preto
  - Diecezja Votuporanga

### Metropolia Rio de Janeiro
- Archidiecezja São Sebastião do Rio de Janeiro
  - Diecezja Barra do Piraí-Volta Redonda
  - Diecezja Duque de Caxias
  - Diecezja Itaguaí
  - Diecezja Nova Iguaçu
  - Diecezja Valença

### Metropolia São Luís do Maranhão
- Archidiecezja São Luís do Maranhão
  - Diecezja Bacabal
  - Diecezja Balsas
  - Diecezja Brejo
  - Diecezja Carolina
  - Diecezja Caxias do Maranhão
  - Diecezja Coroatá
  - Diecezja Grajaú
  - Diecezja Imperatriz
  - Diecezja Pinheiro
  - Diecezja Viana
  - Diecezja Zé-Doca

### Metropolia São Paulo
- Archidiecezja São Paulo
  - Diecezja Campo Limpo
  - Diecezja Guarulhos
  - Diecezja Mogi das Cruzes
  - Diecezja Osasco
  - Diecezja Santo Amaro
  - Diecezja Santo André
  - Diecezja Santos
  - Diecezja São Miguel Paulista

### Metropolia São Salvador da Bahia
- Archidiecezja São Salvador da Bahia[1]
  - Diecezja Alagoinhas
  - Diecezja Amargosa
  - Diecezja Camaçari
  - Diecezja Cruz das Almas
  - Diecezja Eunápolis
  - Diecezja Ilhéus
  - Diecezja Itabuna
  - Diecezja Teixeira de Freitas-Caravelas

### Metropolia Santa Maria
- - Archidiecezja Santa Maria
  - Diecezja Cachoeira do Sul
  - Diecezja Cruz Alta
  - Diecezja Santa Cruz do Sul
  - Diecezja Santo Ângelo
  - Diecezja Uruguaiana

### Metropolia Sorocaba
- Archidiecezja Sorocaba
  - Diecezja Itapetininga
  - Diecezja Itapeva
  - Diecezja Jundiaí
  - Diecezja Registro

### Metropolia Santarém
- Archidiecezja Santarém
  - Diecezja Óbidos
  - Diecezja Xingu-Altamira
  - Prałatura terytorialna Alto Xingu-Tucumã
  - Prałatura terytorialna Itaituba

### Metropolia Teresina
- Archidiecezja Teresina
  - Diecezja Bom Jesus do Gurguéia
  - Diecezja Campo Maior
  - Diecezja Floriano
  - Diecezja Oeiras
  - Diecezja Parnaíba
  - Diecezja Picos
  - Diecezja São Raimundo Nonato

### Metropolia Uberaba
- Archidiecezja Uberaba
  - Diecezja Ituiutaba
  - Diecezja Patos de Minas
  - Diecezja Uberlândia

### Metropolia Vitória
- Archidiecezja Vitória
  - Diecezja Cachoeiro de Itapemirim
  - Diecezja Colatina
  - Diecezja São Mateus

### Metropolia Vitória da Conquista
- Archidiecezja Vitória da Conquista
  - Diecezja Bom Jesus da Lapa
  - Diecezja Caetité
  - Diecezja Jequié
  - Diecezja Livramento de Nossa Senhora

### Diecezje podległe bezpośrednio Stolicy Apostolskiej
- Ordynariat Polowy Brazylii
- Apostolska administratura personalna Świętego Jana Marii Vianneya
- Ordynariat dla wiernych obrządków wschodnich w Brazylii

## Kościół katolicki obrządku bizantyjsko-ukraińskiego
Metropolia św. Jana Chrzciciela w Kurytybie
- Archieparchia św. Jana Chrzciciela w Kurytybie
  - Eparchia Niepokalanego Poczęcia w Prudentópolis

## Kościół katolicki obrządku ormiańskiego
- Egzarchat apostolski Ameryki Łacińskiej i Meksyku[2]

## Kościół maronicki
- Eparchia Matki Boskiej Libańskiej w São Paulo[3]

## Kościół melchicki
- Eparchia Nossa Senhora do Paraíso em São Paulo[3]